# 王菊梅
王菊梅（1949年—2023年9月20日），女，汉族，河南长葛人，中华人民共和国政治人物，中国共产党党员，第十一届全国人民代表大会河南地区代表。

## 生平
毕业于中央党校经济管理专业。1998年9月至2001年1月担任南阳市市长；2001年担任中共河南省委组织部副部长、省人事厅厅长；2003年担任河南省人民政府副省长。2008年起担任全国人大代表，河南省第十一届人大常委会副主任。